# Le Roi et Quatre Reines
Pour plus de détails, voir Fiche technique et Distribution.
Le Roi et Quatre Reines (The King and Four Queens) est un film américain réalisé par Raoul Walsh, sorti le 21 décembre 1956 aux États-Unis.

## Synopsis
Dan Kehoe, un aventurier qui vient d'arriver à Touchstone, une petite ville de l'Ouest, apprend qu'une certaine Ma McDade, propriétaire d'un ranch voisin, accueille les visiteurs à coups de fusil. Quelque temps auparavant, les quatre fils de celle-ci ont été pourchassés par le shérif et ses hommes après avoir dévalisé une banque. Trois d'entre eux ont péri carbonisés dans l'incendie de la grange où ils s'étaient retranchés. Le quatrième s'est enfui, mais nul ne sait lequel a survécu. Et les quatre veuves sont restées auprès de Ma en attendant que le survivant vienne récupérer le magot que sa mère a enterré quelque part.

## Fiche technique
- Titre original : The King and Four Queens
- Titre français : Le Roi et Quatre Reines
- Réalisation : Raoul Walsh
- Scénario : Margaret Fitts et Richard Alan Simmons
- Direction artistique : Wiard Ihnen
- Décors de plateau : Victor A. Gangelin
- Costumes : Renie
- Photographie : Lucien Ballard
- Son : Jack Solomon
- Montage : David Bretherton et Louis R. Loeffler
- Musique : Alex North
- Production : David Hempstead
- Production exécutive : Robert Waterfield
- Sociétés de production : Russ-Field Corporation, Gabco Productions
- Société de distribution : United Artists
- Pays de production :  États-Unis
- Langue originale : anglais
- Format : couleur (DeLuxe) — 35 mm — 2,35:1 (CinemaScope) — son Mono (Westrex Recording System)
- Genre : Western
- Durée : 86 minutes
- Version française : Société Parisienne de Sonorisation
- Adaptation française : Charles Dorat
- Dates de sortie : 
  - États-Unis : 21 décembre 1956 (première à Los Angeles et New York)
  - France : 23 octobre 1957

## Distribution
- Clark Gable  (V.F : Jean Davy) : Dan Kehoe
- Eleanor Parker  (V.F : Nadine Alari) : Sabina
- Jo Van Fleet  (V.F : Denise Grey) : Ma McDade
- Jean Willes  (V.F : Raymonde Devarennes) : Ruby
- Barbara Nichols  (V.F : Nicole Riche) : Birdie
- Sara Shane  (V.F : Jacqueline Ferriere) : Oralie
- Florenz Ames : Josiah Sweet
- Roy Roberts : Le shérif Larrabee
- Arthur Shields  (V.F : Jean-Paul Moulinot) : Le prêtre
- Jay C. Flippen  (V.F : Georges Chamarat) : Le tenancier du bar

Cascades
Jack N. Young (Doublure de Clark Gable)